# موی قرمز

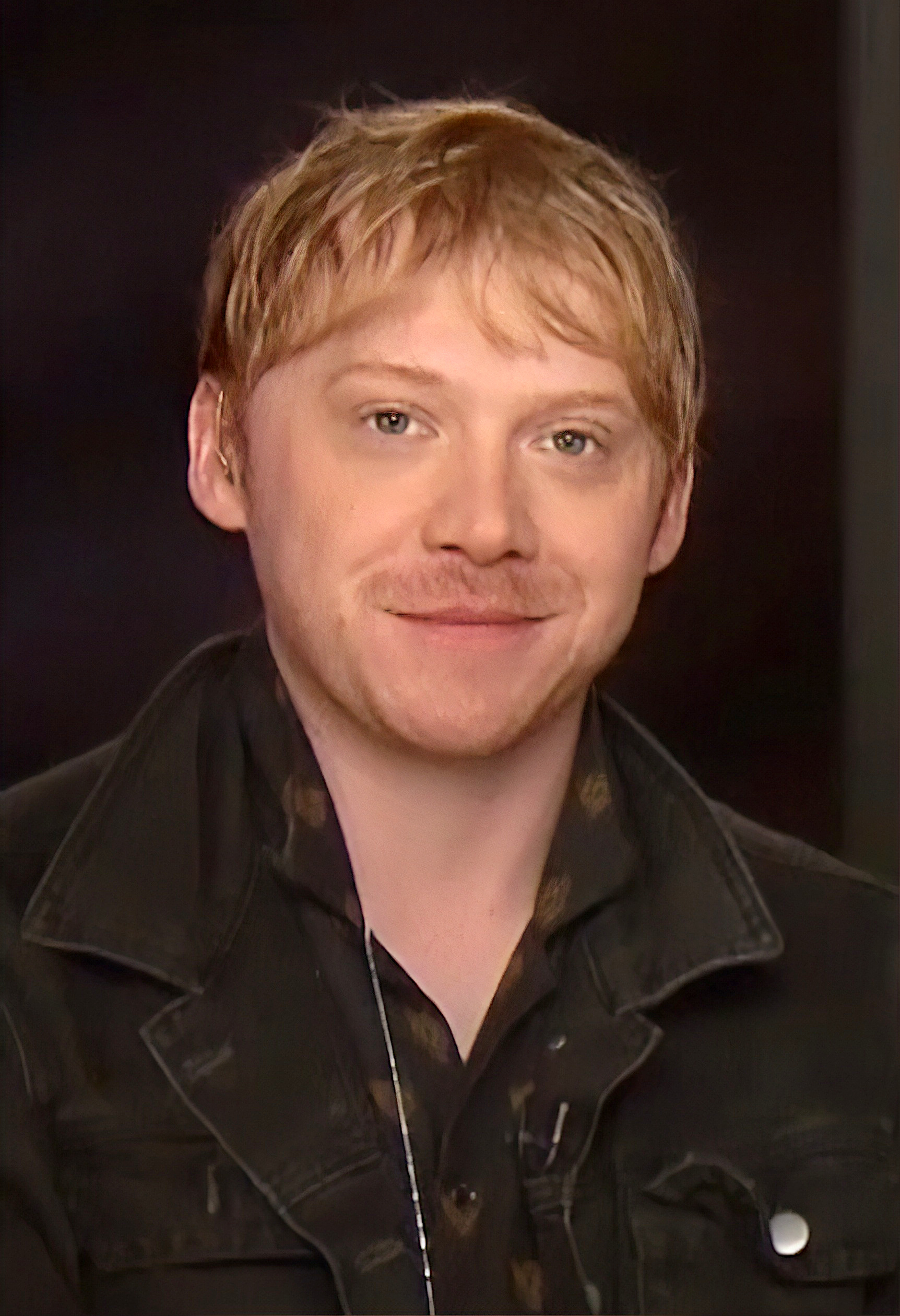
روپرت گرینت

مو قرمز اتفاقی طبیعی است که در بین ۱ تا ۲ درصد از جمعیت انسان‌ها رخ می‌دهد. این رنگ غالباً در بین اهالی اروپای شمالی و غربی (۲–۶ درصد جمعیت) دیده می‌شود و در مناطق دیگر کمتر است. این رنگ در افرادی به‌وجود می‌آید که دو نسخه از چیرگی روی کروموزوم ۱۶ باعث جهش در پروتئین MC1R می‌گردد. پژوهشگران بریتانیایی به این نتیجه رسیده‌اند که حدود ۴۰ درصد مردم جهان با هر رنگ پوستی، دارای ژن MC1R هستند که ناقل موی قرمز است. در صورتی که هر دو والد فرزند دارای موی قرمز باشند بخت سرخ مو شدن کودکان آنها تا ۱۰۰ درصد افزایش می‌یابد. در بریتانیا بیشترین شمار مورنگی‌ها زندگی می‌کنند. بیشتر این افراد در اسکاتلند هستند.
رنگ موی قرمز طیف وسیعی از رنگ‌ها از شرابی تیره تا نارنجی و مسی را شامل می‌شود و این رنگ بواسطه سطح بالای رنگ‌دانه مایل به قرمز فئوملانین به نسبت سطح پایین رنگدانه‌های تیره یوملانین شکل می‌گیرد. رنگ موی قرمز با رنگ پوست روشن، رنگ چشم روشن (طوسی، آبی، سبز و عسلی)، کک و مک و حساسیت به نور فرابنفش همراه است.

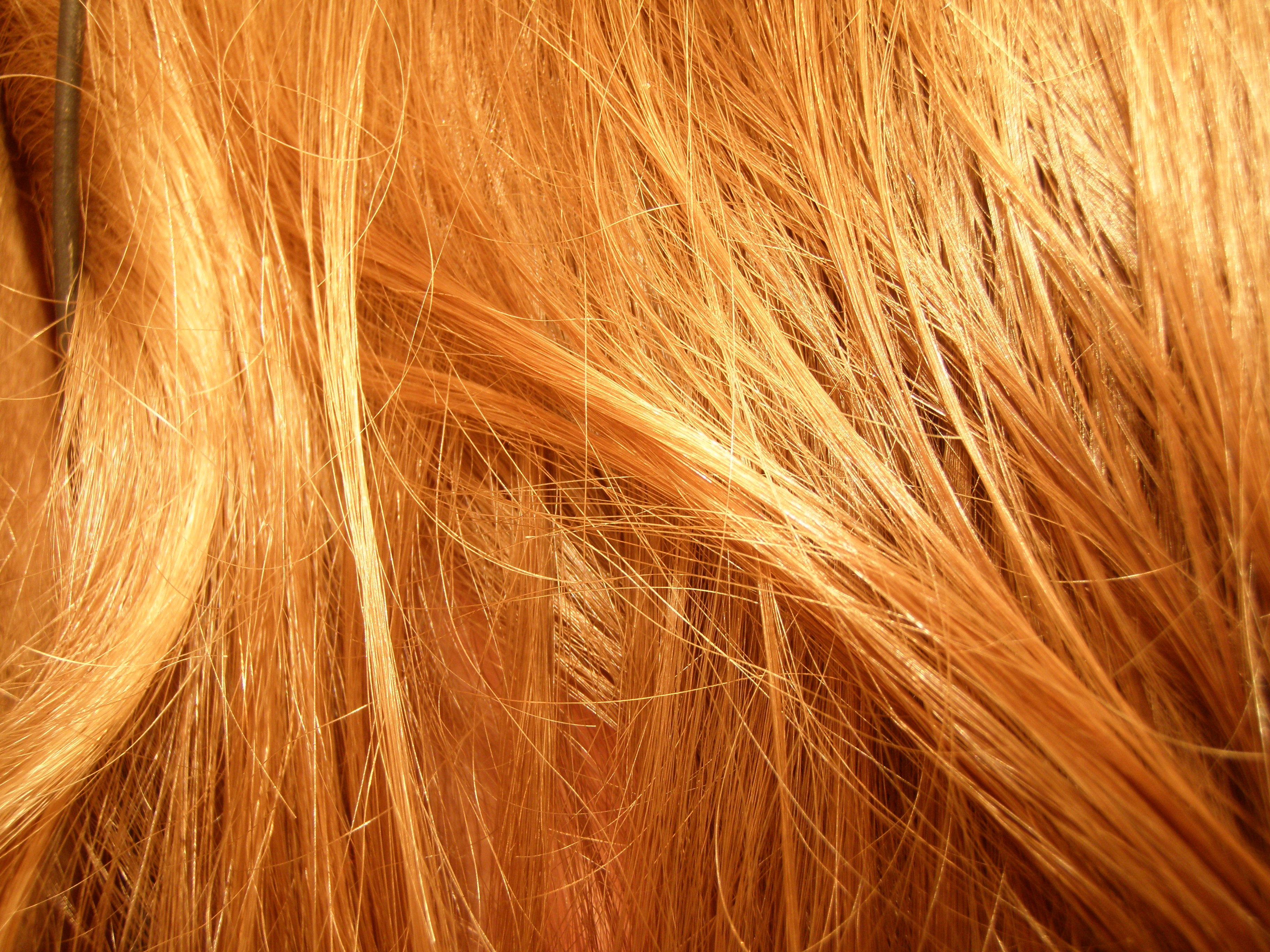

## کلمات مشابه
مو زنجبیلی "Ginger hair"، مو حنایی، قزلباش

## تبعیض در عصر جدید
در زبان انگلیسی به مو قرمزها اصطلاحاً جینجر (به انگلیسی: ginger) گفته می‌شود که گونه‌ای صفت تحقیرآمیز است.

## گردهمایی جهانی
موقرمزهای جهان روز (۱۶ شهریور / ۷ سپتامبر) در شهر بردا (Breda) در هلند تجمع می‌کنند تا در کنار هم روز جهانی موقرمزها را جشن بگیرند. آنها همه ساله در نخستین هفته ماه سپتامبر در این شهر قدیمی هلند گردهم می‌آیند. گردهنایی مشابه ای نیز در شهر تیلبورگ هلند برگزار می‌شود در سال ۲۰۰۵ بارت بوونهورست، نقاش هلندی یک آگهی در روزنامه شهر آستن این کشور منتشر کرد و خواستار استخدام ۱۵ دختر و زن موقرمز به عنوان مدل نقاشی‌هایش شد. واکنش به این آگهی بسیار بزرگ بود. از همان‌جا ایده برگزاری تجمع موقرمزها شکل گرفت. در نخستین تجمع ۱۵۰ نفر شرکت کردند. هدف از این ملاقات سه روزه افزایش ارتباط میان موقرمزها با هم و تبادل تجربه است. می‌گویند نسل موقرمزها طی صدسال آینده منقرض می‌شود. یک تحقیق در این باره می‌گوید تنها در صورتی کودکان با موهای سرخ زاده می‌شوند که والدین‌شان موی قرمز داشته باشند. گردهمایی بزرگی از موقرمز های سراسر جهان سالانه در شهر کورک ایرلند نیز سالانه برگزار می‌شود.

## افراد سرشناس
- جینجر بیکر: درامر ابر گروه Cream
- روپرت گرینت: بازیگر مرد انگلیسی
- کریستینا هندریکس: بازیگر زن آمریکایی
- اکسل رز: خواننده مرد آمریکایی
- جسیکا چستین: بازیگر زن آمریکایی
- ایمی آدامز: بازیگر زن آمریکایی
- اد شیرن: خواننده مرد بریتانیایی
- آیلا فیشر: بازیگر زن استرالیایی
- شاهزاده هری: شاهزاده ولز
- شاه اسماعیل یکم: بنیانگذار و نخستین پادشاه صفویه
- بارباروس خیرالدین پاشا: دریاسالار عثمانی
- خرم سلطان: ملکه عثمانی
- ابیگل کوئِن: بازیگر زن آمریکایی
- الچین سانگو: بازیگر زن ترکیه‌ای
- سیمونه سیمونس: خواننده اپیکا